# Hipólito Ruiz López
Hipólito Ruiz López (Belorado, Burgos, 1754 — Madrid, 1816) va ser un farmacèutic i botànic espanyol.
Va ser deixeble del director del Reial Jardí Botànic de Madrid, Casimiro Gómez Ortega, i d'Antonio Palau, abans d'acabar els seus estudis (1777) el van nomenar director de l'Expedició Botànica al Virregnat del Perú, amb la qual va visitar Xile i el Perú junt als botànics José Pavón i Joseph Dombey. A la seva tornada el 1788, dirigí l'oficina de la Flora Peruviana y Chilensis, amb l'objectiu de publicar els materials recollits durant l'Expedició i publicar la flora de Perú i Xile. El 1790 obtingué el títol de farmacèutic.

## Altres publicacions
- Quinología o tratado del árbol de la quina, Madrid 1792.

Junt amb José Antonio Pavón y Jiménez publicaren:
- Florae peruvianae et chilensis prodromus ..., 1794
- Systema vegetabilium florae peruvianae chilensis, 1798
- Flora peruvianae et chilensis, sive descriptiones, et icones ..., 1798-1802

## Honors
Epònims: (Dombeyoideae) Ruizia Cav.
La seva signatura abreujada com a botànic és:Ruiz